# Комплексна система захисту інформації
Комплексна система захисту інформації (КСЗІ) — взаємопов'язана сукупність організаційних та інженерно-технічних заходів, засобів і методів захисту інформації (ЗІ).

## Напрямки ЗІ в КСЗІ

### Технічний захист інформації
Одним з напрямків захисту інформації в комп'ютерних системах є технічний захист інформації (ТЗІ). Своєю чергою, питання ТЗІ розбиваються на два великих класи задач:
- захист інформації від несанкціонованого доступу (НСД) ;
- захист інформації від витоку технічними каналами.

Для забезпечення ТЗІ створюється комплекс технічного захисту інформації, що є складовою комплексних систем захисту інформації (КСЗІ).
Під НСД звичайно розуміється доступ до інформації, що порушує встановлену в інформаційній системі політику розмежування доступу. Під технічними каналами розглядаються канали побічних електромагнітних випромінювань і наводок (ПЕМВН), акустичні канали, оптичні канали та інші.
Захист від НСД може здійснюватися в різних складових інформаційної системи:
- прикладне та системне ПЗ;
- апаратна частина серверів та робочих станцій;
- комунікаційне обладнання та канали зв'язку;
- периметр інформаційної системи.

#### ТЗІ від НСД на прикладному і програмному рівні
Для захисту інформації на рівні прикладного та системного ПЗ нами використовуються:
- системи розмежування доступу до інформації;
- системи ідентифікації та автентифікації;
- системи аудиту та моніторингу;
- системи антивірусного захисту.

#### ТЗІ від НСД на апаратному рівні
Для захисту інформації на рівні апаратного забезпечення використовуються:
- апаратні ключі;
- системи сигналізації;
- засоби блокування пристроїв та інтерфейс вводу-виводу інформації.

#### ТЗІ на мережевому рівні
В комунікаційних системах використовуються такі засоби мережевого захисту інформації:
- міжмережеві екрани (англ. Firewall) — для блокування атак з зовнішнього середовища (Fortinet FortiGate, Cisco Firepower)[2]. Вони керують проходженням мережевого трафіку відповідно до правил (англ. policies) захисту. Як правило, міжмережеві екрани встановлюються на вході мережі та розділяють внутрішні (приватні) та зовнішні (загального доступу) мережі.
- системи виявлення втручань (англ. Intrusion Detection System) — для виявлення спроб несанкціонованого доступу як ззовні, так і всередині мережі, захисту від атак типу «відмова в обслуговуванні». Використовуючи спеціальні механізми, системи виявлення вторгнень здатні запобігати шкідливим діям, що дозволяє значно знизити час простою внаслідок атаки й витрати на підтримку працездатності мережі.
- засоби створення віртуальних приватних мереж (англ. Virtual Private Network) — для організації захищених каналів передачі даних через незахищене середовище. Віртуальні приватні мережі забезпечують прозоре для користувача сполучення локальних мереж, зберігаючи при цьому конфіденційність та цілісність інформації шляхом її динамічного шифрування.
- засоби аналізу захищеності — для аналізу захищеності корпоративної мережі та виявлення можливих каналів реалізації загроз інформації (Symantec Enterprise Security Manager, Symantec NetRecon). Їх застосування дозволяє попередити можливі атаки на корпоративну мережу, оптимізувати витрати на захист інформації та контролювати поточний стан захищеності мережі.

#### Засоби та заходи ТЗІ
Захист інформації від її витоку технічними каналами зв'язку забезпечується такими засобами та заходами:
- використанням екранованого кабелю та прокладка проводів та кабелів в екранованих конструкціях;
- встановленням на лініях зв'язку високочастотних фільтрів;
- побудовою екранованих приміщень («капсул»);
- використанням екранованого обладнання;
- встановленням активних систем зашумлення;
- створенням контрольованої зони.

#### Умови обробки інформації в системі
Закон України "Про захист інформації в інформаційно-комунікаційних системах" містить відомості про умови обробки інформації в системі.
Умови визначаються власником системи відповідно до договору з володільцем інформації, якщо інше не передбачено законодавством.
Державні інформаційні ресурси або інформація з обмеженим доступом, вимога щодо захисту якої встановлена законом, повинні оброблятися в системі із застосуванням комплексної системи захисту інформації з підтвердженою відповідністю. Підтвердження відповідності здійснюється за результатами державної експертизи в порядку, встановленому законодавством.